# Blokbog
Blokbøger kaldes særlig bøger fra tiden før bogtrykkerkunstens opfindelse, der er
fremstillet ved xylografisk tryk: bogstaver og billeder blev skåret spejlvendt i en træklods. Klodsen blev fugtet med brun farve, og fugtet papir lagt på og gnedet med en børste
eller lignende. Bladene, der kun var trykte på den ene side, sammenlimedes og samlet til en bog. Det var mest opbyggelsesbøger som Speculum humanæ salvationis, Ars moriendi, Biblia Pauperum og deslige. Endnu efter den egentlige bogtrykkerkunsts opfindelse blev kun enkelte bøger trykt xylografisk, navnlig Donats lille latinske grammatik, der også blev bogtrykt i København 1493.
| Historie | Spire Denne historieartikel er en spire som bør udbygges. Du er velkommen til at hjælpe Wikipedia ved at udvide den. |